# Fritz Laves

Fritz Laves (1962)

Fritz-Henning Laves (* 27. Februar 1906 in Hannover; † 12. August 1978 in Laigueglia bei Alassio, Italien) war ein deutscher Mineraloge und Kristallograph.

## Leben
Fritz Laves war ein Nachfahr von Georg Ludwig Friedrich Laves. Nach dem Abitur 1924 in Göttingen studierte er Naturwissenschaften, besonders Mineralogie in Innsbruck, Göttingen und Zürich, wo er über „Bauzusammenhänge innerhalb der Kristallstrukturen“ promovierte. Er wechselte an die Universität Göttingen und habilitierte sich dort 1932.
Seine Arbeitsgebiete waren die Röntgenstrukturanalyse kristalliner Feststoffe sowie die Eigenschaften von Legierungen.
Nach der Machtübernahme der Nationalsozialisten setzte er sich für seinen jüdischen Kollegen Victor Moritz Goldschmidt ein, unterzeichnete aber auch am 11. November 1933 das Bekenntnis der deutschen Professoren zu Adolf Hitler. 1936 wurde er Jugendpfleger in der Nationalsozialistischen Volkswohlfahrt und trat im Folgejahr in den NS-Bund Deutscher Technik ein.  Im Zweiten Weltkrieg war er zunächst Soldat in Frankreich, anschließend von 1940 bis 1945 in militärisch relevante Forschung zu Leichtmetalllegierungen eingebunden. Gleichzeitig entwickelte sich seine Hochschulkarriere an der Universität Halle, von wo er zunächst 1945 an die Universität Marburg, dann 1948 an die University of Chicago und schließlich von 1954 bis 1976 als Professor für Kristallographie und Petrographie an die ETH und Universität Zürich wechselte.
Nach ihm benannt sind die von ihm beschriebenen intermetallischen Laves-Phasen.
1931 bestimmte er die elf homogenen Netze der Ebene (auch Laves-Netze). Dabei handelt es sich um die Parkettierung der Ebene durch endlich viele gleiche oder spiegelbildlich gleiche Polygone, wobei jedes Polygon von der Gesamtheit der anderen in gleicher oder spiegelbildlich gleicher Weise umgeben ist. Das Thema wurde auch bald danach (1933) von Heinrich Heesch behandelt und unabhängig von Alexei Wassiljewitsch Schubnikow.

## Ehrungen
1960 wurde er zum Mitglied der Deutschen Akademie der Naturforscher Leopoldina gewählt. Seit 1961 war er korrespondierendes Mitglied der Bayerischen Akademie der Wissenschaften.